# Coryphaenoides rupestris
Coryphaenoides rupestris és una espècie de peix de la família dels macrúrids i de l'ordre dels gadiformes.

## Morfologia
- Els mascles poden assolir 110 cm de llargària total i 1.690 g de pes.[2][3]

## Alimentació
Menja una àmplia gamma de peixos i invertebrats, però, principalment, crustacis pelàgics (com ara, gambes, amfípodes i Cumacea), cefalòpodes i peixos de la família Myctophidae.

## Depredadors
És depredat per Sebastes fasciatus, Sebastes mentella i Molva dipterygia.

## Hàbitat
És un peix d'aigües profundes que viu entre 180-2600 m de fondària, tot i que, normalment, ho fa entre 400-1200.

## Distribució geogràfica
Es troba a l'Atlàntic nord (Groenlàndia, Bahames, illa de Baffin i des d'Islàndia i Noruega fins a l'Àfrica del Nord).

## Longevitat
Pot arribar a viure 54 anys.

## Ús comercial i gastronòmic
És capturat i congelat per a ésser fregit o enfornat. També és emprat per a fer farina de peix.

## Estat de conservació
És objecte de sobrepesca a l'Atlàntic nord.